# Dunia引擎
Dunia引擎，是由育碧蒙特利尔开发的游戏引擎，用来创建《極地戰嚎》系列游戏。它基于 CryEngine1，并经过大量修改，最终被用于《極地戰嚎2》，其中只保留了CryEngine1里2-3%的代码。一个经过改进和修改的版本被用于《阿凡达（遊戲）》。
《極地戰嚎2》的植被技术也被用于《刺客教條2》和《刺客教條：兄弟会》，虽然这些游戏没有使用Dunia引擎，而是使用Anvil引擎。
《極地戰嚎3》、《極地戰嚎4》和《極地戰嚎：野蠻紀源》使用了Dunia2引擎。

## 名称
单词「Dunia」在阿拉伯语和其他语言里的意思是「世界」，包括孟加拉语、 古吉拉特语、印尼语、马来语、马耳他语、马拉地语、尼泊尔语、波斯语、旁遮普语、斯瓦希里语、泰卢固语、土耳其语和乌尔都语。

## 特性
Dunia引擎的显著特性
- 动态天气
- 动态火势蔓延(受天气系统影响)
- 体积光照 (太阳光线)
- 逼真的火焰
- 物理(大多数物体可以移动和随意乱扔，包括尸体（不包括玩家）)
- 完整的日/夜更替
- 动态音乐系统
- 支持大地图，而没有具体的关卡
- 无需脚本的AI
- 辐射度算法 (间接照明)
- amBX 技术用于特效，仅限适当的硬件
- DirectX10 支持Windows Vista以后的Windows
- DirectX9 支持更早的Windows

Dunia2改进
- 新的水技术
- 逼真的天气系统
- 新AI技术
- 集成新的动画系统
- 逼真的面部表情
- 动作捕捉技术
- 延迟的光芒转移卷(全局光照)
- 支持 DirectX10 和 DirectX11（ Windows Vista, Windows7和 Windows8）

## 开发
《極地戰嚎2》、《極地戰嚎3》、《極地戰嚎4》這三個游戏都自带一个地图编辑器。但是《極地戰嚎：野蠻紀源》則不附带地图编辑器。

## 使用Dunia引擎的游戏

### Dunia
- 《極地戰嚎2》（2008年）
- 《阿凡達：遊戲》（James Cameron's Avatar: The Game，2009年）

### Dunia2
- 《極地戰嚎3》（2012年）
- 《極地戰嚎3：血龍》（Far Cry 3: Blood Dragon，2013年）
- 《極地戰嚎4》（2014年）
- 《極地戰嚎：野蠻紀源》（2016年）
- 《極地戰嚎5》（2018年）
- 《極地戰嚎：破曉》（2019年）
- 《極地戰嚎6》（2021年）